# Anthony Ludovici
Anthony Ludovici (1882-1971) foi um filósofo, sociólogo, crítico social e poliglota. Ele é mais conhecido como um defensor da aristocracia, sendo também defensor do conservadorismo. Ele escreveu temas relacionados a arte, metafísica, política, economia, religião, as diferenças entre os sexos, raça, saúde e eugenia.